# Karl Schwarzschild
Karl Schwarzschild (født 9. oktober 1873 i Frankfurt am Main, død 11. maj 1916 i Potsdam) var en tysk astronom og astrofysiker, som har givet navn til Schwarzschild-radiusen, astroiden 837 Schwarzschilda og månekrateret Schwarzschild. Han er desuden far til Martin Schwarzschild.